# Bellevue (Saint-Martin)
Bellevue – miejscowość na terytorium zależnym Francji - Saint Martin. Według danych szacunkowych na dzień 1 stycznia 2012 roku liczyło 2 049 mieszkańców.